# Jayson Breitenbach
Jayson Breitenbach (* 12. Mai 1998 in Gelnhausen) ist ein deutscher Fußballspieler.

## Karriere
Nach seinen Anfängen in der Jugend des FSV Großenhausen, des VfR 09 Meerholz und der Kickers Offenbach wechselte er im Sommer 2013 in die Jugendabteilung des 1. FSV Mainz 05. Nach insgesamt 46 Spielen in der B-Junioren-Bundesliga und 52 Spielen in der A-Junioren-Bundesliga wurde er im Sommer 2017 in den Kader der 2. Mannschaft aufgenommen.
Nach 49 Spielen in der Regionalliga Südwest wechselte er im Sommer 2019 zum Ligakonkurrenten 1. FC Saarbrücken. Mit seiner Mannschaft stieg er am Ende der Saison 2019/20 in die 3. Liga auf und kam dort auch zu seinem ersten Einsatz im Profibereich, als er am 26. September 2020, dem 2. Spieltag, beim 2:0-Heimsieg gegen Hansa Rostock in der 83. Spielminute für Sebastian Jacob eingewechselt wurde. Nach Ende der Saison kehrte er in die Regionalliga Südwest zurück und wechselte zu Kickers Offenbach.

## Nationalmannschaft
Breitenbach bestritt im Jahr 2014 für die U-17 und im Jahr 2015 für die U-18 des Deutschen Fußball-Bundes jeweils vier Länderspiele.